# دار بلصقع (القطن)
'

تعديل مصدري - تعديل

دار بلصقع هي إحدى قرى عزلة وادي سر بمديرية القطن التابعة لمحافظة حضرموت، بلغ تعداد سكانها 31 نسمة حسب تعداد اليمن لعام 2004.